# 泮塘五秀
泮塘五秀指古时中国广州泮塘（今荔湾湖公园、泮塘路、南岸路、中山八路)一带种植的五种水生植物。分别是：莲藕、马蹄、菱角、茭笋、茨菇。
现在随着城市的建设和发展，泮塘一带的土地已经成为城区，五秀仅在泮塘对岸大坦沙岛的坦尾地区还有少量种植。